# Глухув-Ляси
Глухув-Ляси (пол. Głuchów-Lasy) — село в Польщі, у гміні Ракув Келецького повіту Свентокшиського воєводства.
Населення — 69 осіб (2011).
У 1975-1998 роках село належало до Келецького воєводства.

## Демографія
Демографічна структура на день 31 березня 2011 року:
|          | Загалом | Допрацездатний вік | Працездатний вік | Постпрацездатний вік |
| -------- | ------- | ------------------ | ---------------- | -------------------- |
| Чоловіки | 43      | 11                 | 23               | 9                    |
| Жінки    | 26      | 4                  | 12               | 10                   |
| Разом    | 69      | 15                 | 35               | 19                   |